# 展覧会における美術品損害の補償に関する法律
展覧会における美術品損害の補償に関する法律（てんらんかいにおけるびじゅつひんそんがいのほしょうにかんするほうりつ、平成23年4月4日法律第17号）は、展覧会のために借り受けた美術品に生じた損害を、政府が補償する制度の創設に関する日本の法律である。
2011年4月4日に公布され、同年6月1日に施行された。

## 概要
展覧会の主催者が展覧会のために借り受けた美術品に損害が生じた場合に、政府が当該損害を補償する制度を設けることにより、国民が美術品を鑑賞する機会の拡大に資する展覧会の開催を支援し、もって文化の発展に寄与することを目的とする（1条）。
この法律制定の背景には、新興国での美術品への関心の高まり等に伴う美術品の評価額の上昇や、テロや自然災害に伴う展覧会における美術品の保険料の高騰、景気悪化に伴い、展覧会の規模が縮小していること等が挙げられる。

## 沿革
美術品についての国による補償制度については、1990年代から検討が始まっており、1997年5月に設置された有識者会議の中間報告において、補償制度の導入を検討すべきことが述べられている。また、2001年11月には、「全国美術館会議」が文化庁長官及び財務大臣に対して補償制度の創設を求める要望書を提出し、2007年には、日本学術会議が「博物館の危機をのりこえるために」という声明の中で、国家補償制度を導入する必要性を提言した。
2009年1月、参議院予算委員会で荒井広幸議員（改革クラブ）が「弱肉強食から温かいお金の流れへということで文化と芸術のいわゆる投資というものも非常に重要」「どうでしょう、国が美術品を補償するという制度をお考えいただけませんか。」と提案。塩谷立文部科学大臣は「国家補償制度を導入すべく我が省としてもいま調査をしているところ」と回答、中川昭一財務大臣も「私は大いにやるべきだと正直思っており」「文化庁からは早く要望を出していただいて検討をしていきたい」と回答した。これを皮切りに国会や政府内でも具体的な法律制定への検討が始められ、2010年10月に法案が提出された。

## 補償契約
政府は、展覧会の主催者を相手方として、当該主催者が当該展覧会のために借り受けた美術品に損害が生じた場合に、政府がその所有者に対し当該損害を補償することを約する契約（以下「補償契約」という。）を締結することができる。この場合において、博物館法2条1項に規定する博物館または同法29条の規定により博物館に相当する施設として指定された施設における展覧会の開催に資するものとなるよう配慮する（3条1項）。
保証契約の対象となる展覧会や主催者、開催施設の要件は、「展覧会における美術品損害の補償に関する法律施行規則」2条以下に掲げられている。

### 補償金
補償契約による政府の補償は、当該補償契約に係る対象美術品について生じた補償対象損害の額の合計額が政令で定める額を超える場合、その超える額の限度で行う（4条1項）。ただし、補償上限額についても政令で定められる（4条1項括弧書き）。この場合において、補償対象損害の額は、対象美術品の約定評価額によって算定する。

### 補償契約の締結の限度
政府は、一会計年度内に締結する補償契約に係る約定評価額総額の合計額が会計年度ごとに国会の議決を経た金額を超えない範囲内で、補償契約を締結する（5条）。

### 対象美術品の取扱い
補償契約の相手方である展覧会の主催者は、対象美術品の展示、運搬その他の取扱いに当たっては、その損害の防止のために必要なものとして文部科学省令で定める基準を遵守しなければならない（6条）。